# Бурухина, Елена Николаевна
Елена Николаевна Бурухина (род. 9 марта 1977, Долгопрудный, Московская область) — российская лыжница, двукратный призёр чемпионата мира 2003 года.

## Спортивная карьера
В 2003 году на чемпионате мира по лыжным гонкам в Валь-ди-Фьемме завоевала серебряную медаль в гонке на 30 км свободным стилем и бронзовую медаль в эстафете 4×5 км.
На Олимпиаде 2002 в Солт-Лейк-Сити и Олимпиаде 2006 в Турине являлась членом сборной команды России по лыжным гонкам. Лучший результат 13 место в гонке на 15 км свободным стилем.
Лучший результат на этапах кубка мира — 2 место в гонке на 5 км свободным стилем в 2001 году.

## Личная жизнь
Замужем за заслуженным тренером России Андреем Бояриновым. Муж Елены — Андрей Александрович Бояринов — на протяжении нескольких лет возглавлял сборную команду России по лыжным гонкам. Сейчас А. Бояринов — старший тренер спортивного клуба «Истина», за который ныне выступает и сама Елена Бурухина. Елена и Андрей растят дочь Лизу.